# Henri Delacroix
Pour les articles homonymes, voir Henri Delacroix (homonymie).
Henri Delacroix est un philosophe et psychologue français, né le 2 décembre 1873 et mort le 3 décembre 1937 à Paris.

## Biographie
Il étudie au lycée Henri-IV, où il est élève d’Henri Bergson, puis à la Faculté des lettres de Paris. En 1894, il est reçu 1er à l'agrégation de philosophie. En 1900 il soutient ses deux thèses de doctorat ès lettres à la Faculté de Paris. La première, en français, est intitulée Essai sur le mysticisme spéculatif en Allemagne au XIVe siècle. La deuxième, en latin, est titrée Que Schulzius in suo Enesidemo contra Kan tium arguerit, et s'intéresse aux arguments exposés par Schulze à Kant.
Il enseigne au lycée de Pau (1899-1900) puis est maître de conférences à l’université de Montpellier (1901-1905) et professeur de philosophie à la Faculté des lettres de Caen de 1905 à 1909. Il est nommé ensuite à la Faculté des Lettres de Paris en 1909 comme maître de conférences de philosophie puis à une chaire professorale de psychologie en 1919. Il est élu assesseur du doyen en 1922 puis il est doyen de la Sorbonne en 1928.
Au cours de sa carrière il est membre du conseil de l'Université, du Conseil supérieur de l'Instruction publique, du Comité consultatif de l'enseignement supérieur, de la direction de l'Association du personnel enseignant des facultés des lettres, du Rapprochement universitaire et du conseil de l'Université à l'Institut radiophonique. Il collabore également avec plusieurs revues dont la Revue de métaphysique et de morale, la Revue philosophique, le Journal de psychologie, Scientia, et les Archives de psychologie.

## Vie privée
Il est le père du psychologue Pierre-Henri Delacroix, qui est actif dans les Groupes d’études psychologiques et la Revue des travaux d’études psychologiques.

## Œuvre

### Essai sur le mysticisme spéculatif en AllemagneauXVIesiècle
Henri Delacroix a été l'un des premiers à proposer en France une interprétation d'ensemble de l'œuvre de Maître Eckhart. Son interprétation est caractéristique de l'orientation qui vise à réinscrire strictement cette pensée dans l'histoire de la philosophie occidentale. Elle a le mérite de restituer avec clarté la lecture philosophique des écrits de Maître Eckhart qui fut celle de Schelling, Fichte et Hegel ; lecture extrêmement féconde puisqu'elle a rendu conceptuellement possible l'idéalisme allemand.
Selon Henri Delacroix, la pensée de Maître Eckart est certes un mysticisme, mais un mysticisme spéculatif. En ce sens, elle ne propose aucun embrasement émotionnel à l'imagination, mais une recherche rigoureuse de la vérité dans l'ascèse de la raison.
La philosophie d’Eckart est une construction savante et régulière ; comme telle, on l’a longtemps méconnue. Pour les premiers historiens qui n’avaient à leur disposition qu’un petit nombre des sermons ou des traités, elle se résumait en quelques formules riches et fécondes et réussissait à exprimer sous une forme à peu près intelligible quelques intuitions de grande profondeur.

Rigoureuse, elle se déploie nécessairement en un système philosophique. Il est donc difficile de la saisir sans la situer d'abord dans l'histoire de la philosophie, en particulier dans le contexte de son néoplatonisme.
Dans la scolastique proprement dite, et surtout dans celle du XIIIe et du XIVe siècle, c’est plutôt l’aristotélisme découvert ou restauré, exposé ou complété par les commentateurs arabes, qui sert de base rationnelle à la religion ; il déborde de toutes parts dans le système de saint Thomas. Maître Eckart n’est certes pas resté étranger à cette influence ; mais la métaphysique néoplatonicienne a prévalu dans son esprit : sur tous les points essentiels il est d’accord avec Plotin et Proclus.

Le problème central du néoplatonisme a été d’expliquer comment l’Un absolu se communique et se manifeste. Mais la prétention d’expliquer l’univers par un principe qui ne soit ni un élément de l’univers ni la totalité de ses éléments ne pouvait qu’aboutir à une série de contradictions inextricables. En effet, de l’Infini aucune détermination ne peut logiquement sortir. Et la procession néoplatonicienne n’est qu’un mot ou n’est qu’un miracle car pour redescendre par la voie dialectique de ce sommet imaginaire, il faut supposer dans l’être initial une contradiction qui détruit son unité : l’Unité est impuissante à rendre raison de la multiplicité des choses. Pour Maître Eckart la manifestation de l’Un divin n’est pas comme dans les théories néoplatoniciennes un simple accident. L’Être n’est pas par nature intelligible, mais par cela même qu’il est, il devient intelligible : l’intelligibilité résulte de sa position. L’Être ne sort pas de soi-même pour engendrer hors de soi. La nécessité qui le maintient, la contraction par laquelle il se rassemble, sa propre intériorité font justement qu’il s’extériorise : en se posant, il se pose par devers soi, c’est-à-dire qu’il s’oppose à soi-même. L’Unité n’est pas sans quelque dualité, car elle n’est pas à moins qu’elle ne s’ajoute à soi. La divinité tire de ses ténèbres quelque image d’elle-même, parce qu’elle ne peut être en soi qu’à condition d’être pour soi, c’est-à-dire de s’apparaître. L’Image, c’est-à-dire la forme intelligible suit nécessairement la Divinité. La Divinité devient Dieu par l’analyse de soi, c’est-à-dire par la constitution systématique et progressive des formes qu’elle implique.
À la procession incompréhensible succède l’idée claire d’un développement logique : aucun moment de l’être n’est définitif ni ne peut se fixer : toute forme implique et appelle un complément que seule la forme suivante lui peut donner ; les apparitions de la divinité se succèdent dans l’ordre que la nécessité divine s’impose à soi-même : les formes de l’être sont les moments du procès par qui le fond obscur de l’être se fait Dieu.

Par là, Maître Eckart a ouvert une voie radicalement nouvelle à la spéculation métaphysique dont les développements ultérieurs de l'idéalisme allemand devaient démontrer la fécondité
Il y a là comme un pressentiment de la méthode dialectique que Hegel devait porter à son achèvement ; maître Eckart a senti que la déduction ne peut rien tirer de l’Être absolu, c’est-à-dire de l’Être indéterminé et qu’il faut recourir à d’autres moyens pour déterminer son mouvement. ».

### Ensemble des œuvres publiées
- 1900 : Essai sur le mysticisme spéculatif en Allemagne au XVIè siècle, Paris, F. Alcan, 1900, 288 p., thèse de doctorat.
- 1903 : « Les Variétés de l’expérience religieuse, par William James », Revue de métaphysique et de morale, vol. 11, no 5,‎ septembre 1903, p. 642-669.
- 1908 : Études d’histoire et de psychologie du mysticisme. Les grands mystiques chrétiens, Paris, Félix Alcan, coll. « Bibliothèque de philosophie contemporaine », 1908 (lire en ligne).
- 1918 : La Psychologie de Stendhal, Paris, Félix Alcan, coll. « Bibliothèque de philosophie contemporaine », 1918, 286 p.
- 1922 : La Religion et la Foi, Paris, Félix Alcan, coll. « Bibliothèque de philosophie contemporaine », 1922, 462 p.
- 1923-1924 : « L’Association des idées » (avec J. Dagnan et G. Dumas), « Les Souvenirs », « Les Opérations intellectuelles », « Les Sentiments complexes » (avec G. Dumas et G. Belot), dans Georges Dumas, Traité de psychologie, 1923-1924.
- 1924 : Le Langage et la Pensée, Paris, Félix Alcan, coll. « Bibliothèque de philosophie contemporaine », 1924 (lire en ligne).
- 1927 : Psychologie de l'art : Essai sur l'activité artistique, Paris, Félix Alcan, coll. « Bibliothèque de philosophie contemporaine », 1927, 481 p.
- 1930-1949 : « L’Association des idées », « Les Opérations intellectuelles », « Le Langage », « La Croyance », « La Psychologie de la raison : Nature et fonction de l’intelligence », « Les Souvenirs », « Les Sentiments esthétiques et l’Art », « L’Invention et le Génie », dans Georges Dumas, Nouveau Traité de psychologie, 1930-1949.
- 1933 : « Au seuil du langage », Journal de psychologie normale et pathologique, no hors-série « Psychologie du langage »,‎ 15 avril 1933.
- 1934 : L'Enfant et le Langage, Félix Alcan, coll. « Bibliothèque de philosophie contemporaine », 1934 (lire en ligne).
- 1934 : Les Grandes Formes de la vie mentale, Paris, Félix Alcan, coll. « Nouvelle Encyclopédie philosophique » (no 3), 1934, 187 p.
- 1938 : Les Grands Mystiques chrétiens, Paris, Félix Alcan, 1938, 463 p.